# Continua a correre
(Dargen D'Amico - Continua a correre)
Continua a correre è un singolo del rapper e cantautore italiano Dargen D'Amico, con la collaborazione di Andrea Nardinocchi, primo estratto dall'album del rapper Vivere aiuta a non morire uscito il 30 aprile 2013. Il singolo è stato reso disponibile per il download digitale il 26 febbraio 2013 e il video ufficiale del brano è uscito il 28 febbraio sul canale YouTube dell'artista.
Insieme al singolo ufficiale è disponibile gratuitamente un remix del brano composto da Zen Marque (alias Marco Zangirolami).

## Il brano
Il brano, musicalmente, è composto da una base molto morbida, costituita per lo più dal suono di una chitarra acustica (suonata dal musicista Manfredi Tumminello) e una batteria abbastanza soft e poco invasiva. Troviamo anche degli archi che conferiscono un'atmosfera suggestiva e sognante. Il testo, sicuramente profondo e sentito, è costituito da due strofe al quale si alternano i ritornelli cantati da Andrea Nardinocchi.
Alla fine della seconda e ultima strofa, cita il canto religioso Gloria in excelsis Deo, quando dice: "E saremo di nuovo tutti interi, ma più leggeri, gloria nell'attico dei cieli." In realtà il canto dice "Gloria nell'alto dei cieli".

## Tracce
Download digitale
1. Continua a correre (feat. Andrea Nardinocchi)
2. Continua a correre (feat. Andrea Nardinocchi) [Zen Marque Rmx]